# Спільношкола
Приватна гімназія Спільношкола (Ліцензований приватний заклад загальної середньої освіти м. Києва) – школа нового формату, одна із небагатьох в Україні. Включає в себе SpinoSpace та SpilnoСад. 
 

## Історія
Школа була заснована у 2015 році, у вересні 2021 року почала свій сьомий навчальний рік.
Почала працювати на Тираспільській, 39 до 2017 року, тоді нараховувала до 2х учнів у вересні і 15 учнів в кінці першого року. Потім перебувала на ще трьох адресах: Фруктова, 5 з 2017 по 2018 р, Петропавлівська, 37 з 2018 по 2021 р, Родини Крістерів, 20Г. З 2021 року дотепер. Остання будівля може вмістити 300 учнів.
Про історію створення закладу розповідає фундаторка Спільношколи А. Киреєва в своїй книжці «Діти, батьки, школа – метаморфози»

## "Новий формат навчання" у Спільношколі
Спільношкола надає учням можливість самостійного контроля свого навчання. В системі цього закладу учень може бути головним діячом освітнього процесу завдяки відсутності застарілих, і через це вже непотрібних, соціальних та навчальних обмежень, таких, як:
- Система оцінювання в балах;
- Гендерні нерівності та ієрархія серед учнів та дорослих у шкільному просторі;
- Неможливість зміни класу(академічного рівня) протягом всього навчального року;
- Фокусування тільки на обов’язкових шкільних предметах, не беручи до уваги індивідуальні здібності учнів;

і інших.
Навчальна програма Спільношколи базується на системі «П’яти ключів»(5 keys) та принципах, описаних в документі «Спільношкола. Як це працює?»

## Вигляд зсередини

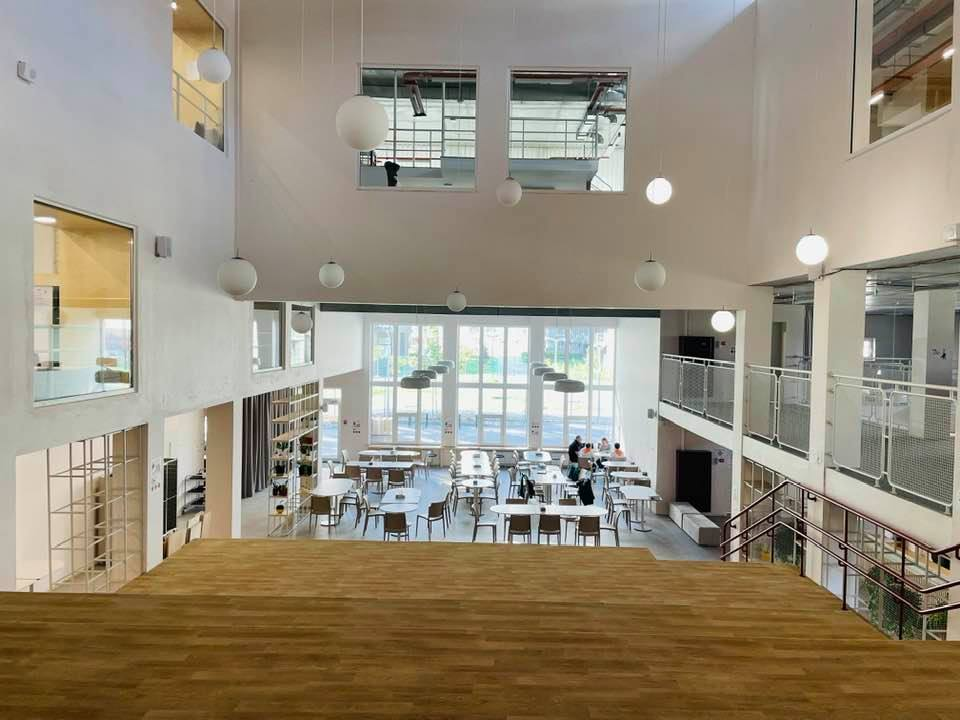
Внутрішній вигляд

Академічні групи розподілені на три доми: Red, Yellow, Green(у Вересні 2022 року плануються ще два додаткових доми Orange та Purple через збільшення кількості учнів). Для кожного дому є приміщення, яке включає в себе Академічні та Скляні кімнати, де зазвичай проходить навчання. Також, заняття та курси за вибором можуть проходити в студіях(для Red дому на третьому поверсі, для Yellow та Green – на другому).
На Соціальних сходах проходять святкування та загальні збори.